# Bret Michaels
Bret Michael Sychak (Pensilvânia, 15 de março de 1963), mais conhecido como Bret Michaels, é um cantor de hard rock, popular por fazer parte da banda Poison; também é um aclamado cantor, especialmente do gênero glam metal, o qual a banda Poison popularizou, mas seu trabalho solo tem em sua maioria, blues e country combinados com heavy metal.
É considerado o 40.º dos "cem melhores vocalistas do heavy metal" pela Hearya e já vendeu mais de 35 milhões de cópias com o Poison. Sua carreira solo começou em 1998 e também foi bem no álbum que lançou em 2008 intitulado Rock My World. Em 2010, lançou Custom Built, com músicas novas e outras pré-gravadas, mas fez novas versões.
Era conhecido pelo apelido de "Bad Boy", devido ao fato de possuir diabetes e, antes dos shows do Poison, injetar em si mesmo a insulina, confundindo a mídia, que declarava que ele usava drogas.
Ele formou a banda Paris em sua cidade natal em 1984, com o baterista Rikki Rockett. A banda, que mais tarde seria chamado de Poison, se mudou para Los Angeles em 1984, para romper com a cena glam metal da cidade. Poison se tornou uma das maiores bandas hair metal dos anos 80 gravando álbuns como Open Up and Say ... Ahh! vendeu dez milhões de cópias no mundo inteiro e Flesh & Blood com sete milhões de álbuns.
Michaels lançou seu primeiro álbum solo em 1998 intitulado A Letter from Death Row e foi a trilha sonora do filme de mesmo nome. Lançou os cinco álbuns de estúdio e seu último single Rock My World foi o maior sucesso de seus discos solo.
Lançou oito álbuns de estúdio com a banda Poison, além de dois álbuns solo. No cinema, estrelou o filme No Corredor da Morte, com Charlie Sheen, em 1998.
Teve um affair entre 1988 e 1992 com Sussie Hatton, atriz e modelo, e também teve um relacionamento curto, mas notório com Pamela Anderson. Neste novo século, bem como o lote de volta com a fama de Poison, tem sido destaque em seus shows Rock Of Love por três temporadas, o que o programa vem obtendo grande sucesso e Bret provocou uma nova geração de fãs prontos para o rock com ele e o Poison. Ele já apareceu em vários reality shows de diversos canais de televisão e cinema, em especial os canais MTV e VH1.
Em 22 de abril de 2010, Michaels foi levado ao hospital com uma dor de cabeça insuportável, quando foi examinado pelos médicos descobriram que ele havia sofrido uma hemorragia subaracnóide. Estava em estado crítico, mas sua condição era estável, a banda esperava para ver se o estado de Bret melhorava, mas isso é um pouco difícil pelo tabagismo e diabetes de Bret. Mas ele prontamente se recuperou logo após.
Em 5 de junho de 2010, Bret foi levado novamente ao hospital de Phoenix e era esperado para se recuperar totalmente de sua hemorragia cerebral quase fatal que ocorrera no mês anterior.
Em 27 de junho de 2010, reapareceu no palco, estava no programa American Idol. Lá ele se juntou ao finalista Casey James para tocar "Every Rose Has Its Thorn", do Poison. Bret também participou do programa da Oprah Winfrey.
Em 6 de julho de 2010, Bret Michaels lançou seu novo álbum sob o nome de Custom Built, pelo selo Poor Boy. O material contém doze faixas, muitas das quais são temas que já gravou em trabalhos anteriores, como "Every Rose Has Its Thorn" e outras novas faixas como "Riding Against The Wind" ou "Wasted Time".
Ele retomou sua turnê, que foi suspensa na sequência da hemorragia que sofreu.
Em 23 de agosto, realizou o Miss Universo 2010, onde Bret Michaels e Natalie Morales, foram os apresentadores da festa popular.
Recentemente teve uma aparição no filme American Pie - O Livro do Amor fazendo-se de si mesmo.
No game Guitar Hero III: Legends Of Rock ele aparece como personagem. E mais tarde, aparece no show Celebrity Apprendice, de Donald Trump.

## Discografia
Poison
- Look What the Cat Dragged In (1986) #3
- Open Up and Say...Ahh! (1988) #2
- Flesh & Blood (1990) #2
- Swallow This Live (1991) #5
- Native Tongue (1993) #16
- Poison's Greatest Hits: 1986-1996 (1996) #15
- Crack a Smile...and More! (2000) #131
- Power to the People (2000) #166
- Hollyweird (2002) #103
- Best of Ballads & Blues (2003) #144
- The Best of Poison: 20 Years of Rock (2006) #17
- POISON'D (2007) #32
- Live Raw and Uncut (2008) #8

Compilações
- Poison's Greatest Hits: 1986-1996 (1996)
- Poison - Rock Champions (2001)
- Best of Ballads & Blues (2003)
- The Best of Poison: 20 Years of Rock (2006)
- Poison - Box Set (Collector's Edition) (2009)

Álbuns solo
- A Letter from Death Row (1998) #98
- Ballads, Blues & Stories (2001)
- Songs of Life (2003) #40
- Freedom of Sound (2005) #34
- Rock My World (2008) #24
- Custom Built (2010)
- Jammin’ with Friends (2013)